# Plano Americano de Resgate Econômico de 2021

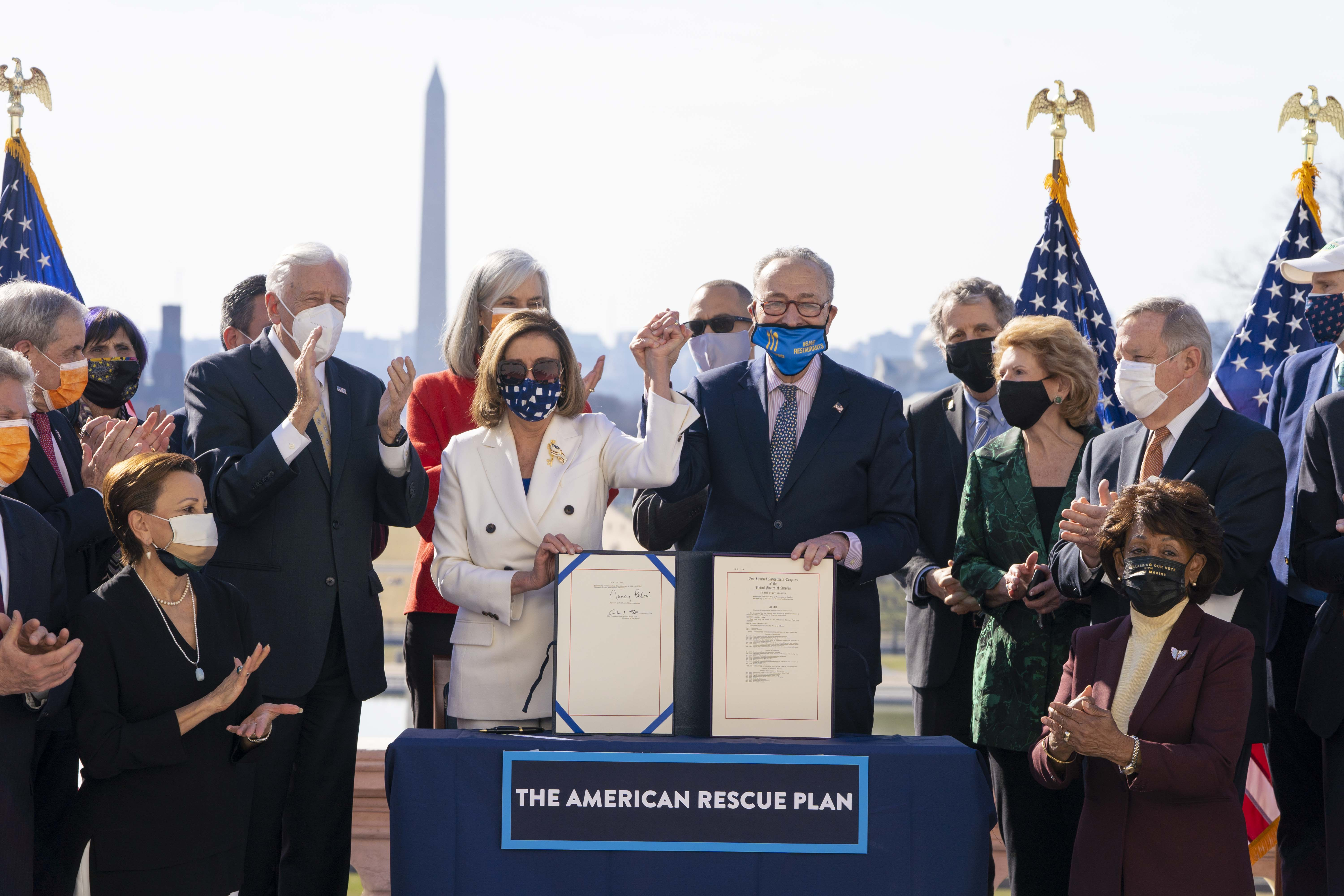
Líderes democratas do Senado na Câmara dos Representantes, celebrando a aprovação do plano.

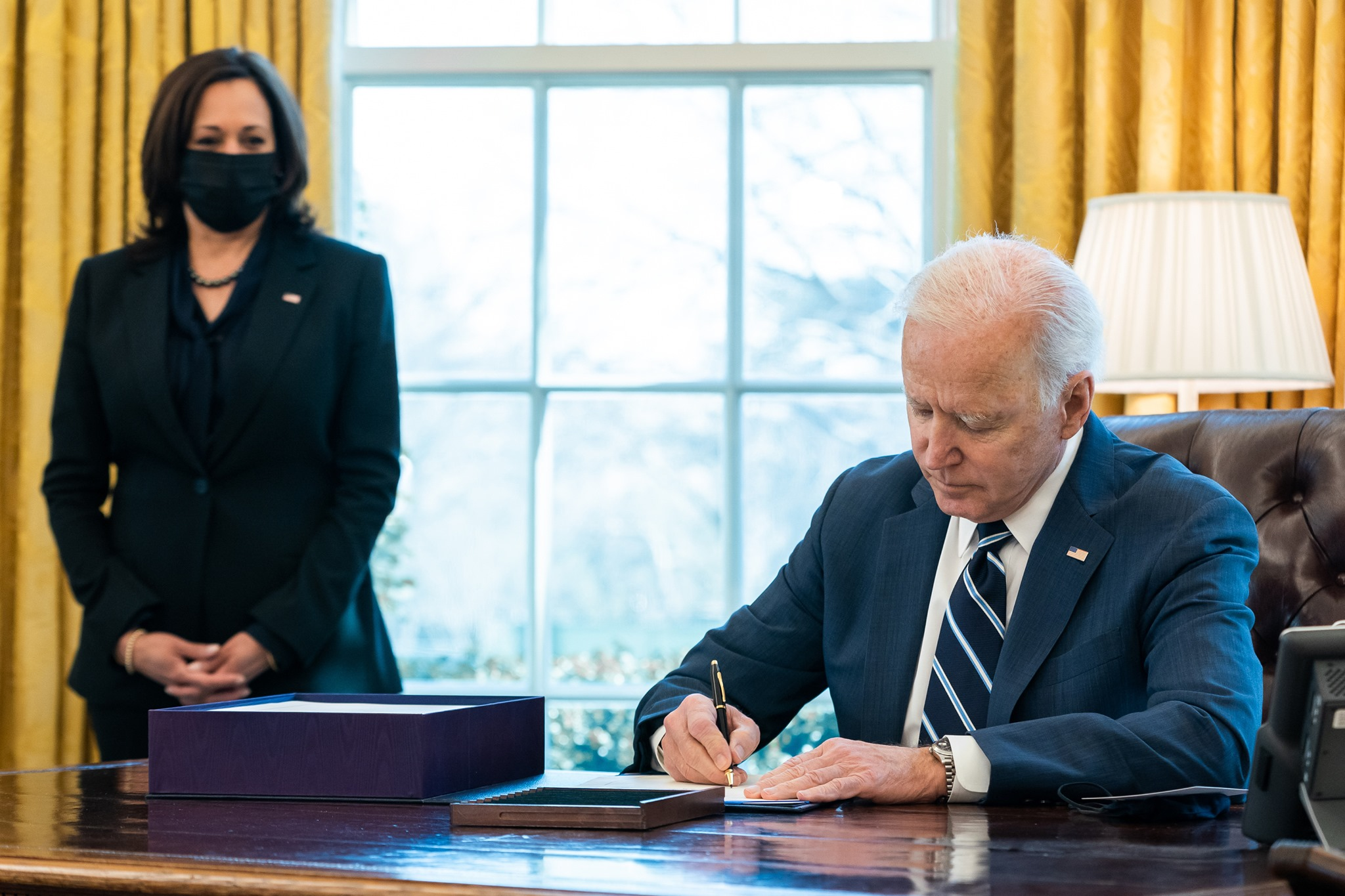
O presidente Biden assina a passagem do American Rescue Plan para lei.

O Plano Americano de Resgate Econômico de 2021 é um pacote de estímulo a economia de US$ 1,9 trilhão de dólares proposto pelo presidente Joe Biden para acelerar a recuperação dos Estados Unidos, tanto da recessão econômica quanto dos problemas sanitários causados pela pandemia de COVID-19. O plano é que o Congresso aprove o pacote como um de seus primeiros projetos de lei no 117º Congresso.
 Proposto pela primeira vez em 14 de janeiro de 2021, o pacote se baseia em muitas das medidas da Lei CARES de março e na Lei de Apropriações Consolidadas de 2021 de dezembro.
A partir de 2 de fevereiro de 2021, os democratas no Senado Americano começaram a abrir debates sobre uma resolução orçamentária que lhes permitiria aprovar o pacote de estímulo sem o apoio dos republicanos por meio do processo de reconciliação. O Senado votou 50–49 para aprovar a resolução, e a Câmara votou 218–212 para aprovar a mesma. Uma sessão vote-a-rama (sucessão rápida de votações) começou dois dias após a aprovação da resolução, e o Senado introduziu emendas no pacote de estímulos. No dia seguinte, a vice-presidente Kamala Harris deu o seu primeiro voto de desempate como vice-presidente, a fim de dar ao Senado a aprovação final para iniciar o processo de reconciliação. A Câmara seguiu o exemplo e votou 219-209.
Em 8 de fevereiro de 2021, o Comitê de Serviços Financeiros da Câmara dos divulgaram uma minuta de estímulo de US$ 1,9 trilhão de dólares. Uma parte do pacote de ajuda foi aprovado pelo Comitê de Caminhos e Recursos da Câmara em 11 de fevereiro, colocando-o em votação na Câmara. A legislação também foi aprovada pelos comitês de Transporte e Infraestrutura, Pequenos Negócios e Assuntos de Veteranos da Casa. Em 22 de fevereiro, o Comitê de Orçamento da Câmara votou 19–16 para avançar o projeto para a Câmara para votação. O projeto foi aprovado na Câmara por uma votação de 219-212 em 27 de fevereiro. Todos, exceto dois democratas, votaram a favor do projeto,  todos os republicanos votaram contra o projeto. Uma versão modificada foi aprovada no Senado em 6 de março por uma votação de 50–49.

## Contexto

### Impacto da pandemia COVID-19
Os Estados Unidos passaram por uma recessão econômica e cerca de 500.000 americanos morreram devido à crise sanitária. Além disso, mais de 27 milhões de americanos testaram positivo para o COVID-19 desde o início da pandemia. Os Estados Unidos também enfrentaram uma crise de despejo, desemprego e fome desde o início da pandemia. Entre 30 a 40 milhões de americanos correram o risco de serem despejados de suas casas até janeiro de 2021. O então presidente Donald Trump também enfrentou críticas por não ter uma estratégia federal muito contundente para combater a pandemia, como obrigatoriedade de máscaras em todo o país para o transporte, uma estratégia de testagem em massa, fornecimento de equipamentos de proteção de grau médico ou uma estratégia eficaz de distribuição de vacinas. Em 20 de janeiro, um dia após a posse, Joe Biden advertiu que o número de mortos poderia ultrapassar 500.000. No entanto, de acordo com Snopes, Biden herdou uma estratégia de distribuição de vacina de Trump, e o especialista em doenças Anthony Fauci disse que sua administração incorporaria alguns aspectos dessas estratégias da era Trump em seus trabalhos.

### Legislação anterior na pandemia de COVID-19
Antes do Plano de Resgate Americano, a Lei CARES de março e a Lei de Apropriações Consolidadas de 2021 de dezembro foram ambas sancionadas pelo então presidente Donald Trump. Trump anteriormente havia demonstrado apoio a um auxílio emergencial de US$2.000 junto com Joe Biden e os democratas. Embora Trump tenha pedido que o Congresso aprovasse um projeto de lei aumentando os auxílios emergenciais de US$600 para US$2.000, o então líder da maioria no Senado, Mitch McConnell, barrou o projeto. Antes do segundo turno do Senado da Geórgia, Biden disse que os auxílios emergenciais de US$2.000 seriam aprovados se Jon Ossoff e Raphael Warnock ganhassem suas cadeiras, mas também advertiu que não seria aprovado se Kelly Loeffler ou David Perdue ganhassem. Em 14 de janeiro, antes de ser empossado como presidente, Biden anunciou o pacote de estímulo econômico de US$1,9 trilhão.

## História legislativa

### Negociações
Dez senadores republicanos anunciaram planos de revelar um pacote de ajuda COVID-19 de cerca de US$600 bilhões como uma contraproposta ao plano de US$1,9 trilhão do presidente Joe Biden com o intuito de forçar negociações. Os senadores, incluindo Susan Collins de Maine, Lisa Murkowski do Alasca, Mitt Romney de Utah e Rob Portman de Ohio, disseram em uma carta a Biden que elaboraram o plano "no espírito de bipartidarismo e unidade" que o presidente pediu e disse que eles planejavam lançar um projeto completo no dia 1º de fevereiro de 2021. No mesmo dia, a presidente da Câmara, Nancy Pelosi, e o líder da maioria no Senado, Chuck Schumer, apresentaram uma resolução orçamentária apoiada por Bernie Sanders como um passo para aprovar a legislação sem o apoio do Partido Republicano. No dia seguinte, Biden se encontrou com o líder da maioria Schumer e outros democratas para tratar do pacote de estímulo.
Em 7 de fevereiro, o secretário de Transportes Pete Buttigieg e a secretária do Tesouro Janet Yellen expressaram apoio ao pacote de estímulo. Yellen disse que o financiamento ajudaria milhões de americanos e rejeitou as preocupações de que os gastos colossais possam causar inflação. Yellen também disse que o pacote de estímulo restauraria o pleno emprego até 2022. Em 9 de fevereiro, Biden se encontrou com o CEO do JPMorgan Chase Jamie Dimon e outro CEOs para discutir o plano de estímulo, com Yellen e Harris participando da reunião. Em 11 de fevereiro, Pelosi disse que espera que os legisladores concluam a legislação até o final de fevereiro, e que a legislação seja transformada em lei até 14 de março.
Em 16 de fevereiro, Biden promoveu seu plano de estímulo em uma visita a Milwaukee, Wisconsin, durante sua primeira viagem oficial como presidente. Ele o promoveu por meio de uma reunião da Câmara Municipal da CNN com os eleitores. Em 18 de fevereiro, Yellen pediu verificações de estímulo importantes durante uma entrevista à CNBC, e disse que as verificações de estímulo ajudariam a economia a iniciar uma recuperação completa.

### Tramitação da resolução de orçamento
O Senado dos Estados Unidos votou 50–49 para abrir o debate sobre a resolução, o que permitiria aos democratas aprovar o pacote de ajuda sem o apoio dos republicanos por meio do processo de reconciliação. A Câmara votou 218–212 para aprovar a resolução do orçamento. Em 4 de fevereiro, uma sessão vote-a-rama começou, e o Senado introduziu emendas ao pacote de ajuda, incluindo uma emenda em uma votação de 90-10 que proporcionaria alívio direto ao setor de restaurantes. A vice-presidente Kamala Harris deu seu primeiro voto de desempate como vice-presidente para dar a aprovação final do Senado ao projeto de reconciliação, enviando-o à Câmara para aprovar as mudanças e permitindo que a redação do projeto de estímulo comece nas comissões. A Câmara aprovou a resolução com 219-209 votos, com Jared Golden sendo o único democrata a se juntar com todos os republicanos na oposição ao projeto devido à preferência por um projeto de vacina separado em vez do processo de reconciliação mais longo.
Uma das muitas emendas orçamentárias não vinculantes na sessão vote-a-rama destinava-se a proibir as pessoas que estão ilegalmente no país de receber cheques de estímulo da pandemia. O partido minoritário usa as centenas de votos não vinculativos na sessão vote-a-rama de horas para enviar mensagens. Pela legislação atual, pessoas que estão ilegalmente no país já estão proibidas de receber cheques. A emenda foi aprovada com oito democratas juntando-se a todos os republicanos. A emenda recebeu críticas da ativista progressista de imigração Greisa Martínez Rosas e da senadora Mazie Hirono. A Casa Branca declarou mais tarde que continuaria a apoiar a legislação que daria cheques de estímulo a todos os indivíduos elegíveis com números de previdência social.

### Tramitação do orçamento de reconciliação
Em 8 de fevereiro, uma minuta da legislação de estímulo de US $ 1,9 trilhão foi lançada pelos comitês de Serviços Financeiros e de Educação e Trabalho. Em 11 de fevereiro, o Comitê de Caminhos e Recursos da Câmara adiantou uma parte do pacote de ajuda de US $ 1,9 trilhão. A legislação também foi aprovada por vários outros comitês da Câmara, como Transporte e Infraestrutura, Pequenos Negócios e Assuntos dos Veteranos da Câmara. Com Pelosi dizendo que a Câmara vai votar o pacote de estímulo na próxima semana.
Em 19 de fevereiro, foi divulgado o texto integral do projeto de lei. Ele incluía um aumento no salário mínimo federal, cheques diretos para americanos que ganham US$ 75.000 ou menos por ano, uma extensão de US $ 400 para combater o desemprego e mais dinheiro para pequenas empresas. Em 22 de fevereiro, o Comitê de Orçamento da Câmara votou 19–16 para avançar o projeto. No dia seguinte, o líder da maioria na Câmara, Steny Hoyer, anunciou que a votação na Câmara ocorrerá naquela sexta-feira. Em 26 de fevereiro, a Câmara aprovou o pacote de ajuda de um trilhão de dólares por uma votação de 219–212; dois democratas, Schrader (Oregon) e Golden (Maine) juntaram-se a todos os republicanos na oposição.
O líder da maioria Schumer, previu que o Senado aprovará o projeto antes do dia 14 de março. Em 4 de março, ele apresentou em plenário a versão do projeto do Senado, que teve algumas alterações do projeto da Câmara. O Senado votou 51-50 para avançar o projeto de lei de alívio e permitir o início dos debates, com Harris dando o voto de desempate. Ron Johnson se opôs ao pedido de Schumer de pular a leitura do projeto, forçando os funcionários do Senado a lerem em voz alta todo o projeto de 628 páginas do Senado, atrasando o processo de alteração do Senado em até 15 horas. Em 5 de março, o Senado se reuniu novamente e teve 3 horas de debate, e depois disso mudou para a sessão "vote-a-rama", onde os senadores teriam a oportunidade de apresentar, debater e votar emendas.
Várias emendas foram trazidas ao plenário do Senado. Bernie Sanders apresentou a primeira emenda para aumentar o salário mínimo federal para US$ 15 por hora. Todos os republicanos e 8 democratas votaram contra a emenda. Após a votação, Sanders afirmou não estar surpreso com o resultado e prometeu que os progressistas continuariam lutando em outras frentes para aumentar o salário mínimo.

#### Provisão do salário mínimo
O presidente Biden expressou dúvidas de que sua pressão para aumentar o salário mínimo federal para US$ 15 por hora seria incluída no pacote final de ajuda ao coronavírus. Biden previu que as regras do Senado para a reconciliação do orçamento impediriam o aumento. Sanders e seus aliados argumentaram que o salário mais alto reduziria a quantidade de assistência federal que indivíduos de baixa renda recebem e aumentaria sua renda tributável - atendendo à exigência do parlamentar do Senado de que qualquer medida de reconciliação teria efeito sobre o orçamento federal. Embora pesquisas recentes indiquem que o apoio ao aumento do salário mínimo para US $ 15 por hora varia de 53-60%, senadores democratas Joe Manchin e Kyrsten Sinema se opuseram a esta disposição e ameaçaram barrar o projeto de lei sobre esta questão.
Em 25 de fevereiro, um dia antes da votação em plenário, a parlamentar do Senado Elizabeth MacDonough decidiu que a proposta de adicionar o salário mínimo ao projeto de estímulo não era compatível com o processo de reconciliação orçamentária do Senado. Pelosi afirmou mais tarde naquele dia que a Câmara ainda vai aprovar o projeto com o aumento do salário mínimo, embora ele terá que ser alterado no projeto final do Senado para cumprir a decisão do parlamentar. Os democratas progressistas e grupos liberais instigaram Harris a anular MacDonough (que ela tem o poder constitucional de fazer como presidente do Senado ) ou que a liderança democrata do Senado a substituísse (o que os republicanos fizeram uma vez antes, demitindo Robert Dove em 2001 depois que ele fez um série de decisões que impedem cortes de impostos de serem considerados no processo de reconciliação do orçamento de 51 votos); no entanto, nada aconteceu. Em 5 de março, o Senado votou 58-42 (7 democratas e 1 independente unidos com 50 republicanos unidos) para rejeitar uma emenda levantada pelo senador Sanders que aumentaria o salário mínimo para US $ 15 e incluí-lo no projeto de lei de estímulos.
Em uma análise orçamentária divulgada em fevereiro de 2021, o Escritório de Orçamento do Congresso concluiu que aumentar o salário mínimo para US $ 15 tiraria 900.000 pessoas da pobreza e aumentaria cumulativamente o salário de todas as pessoas afetadas em US $ 333 bilhões, mas também poderia aumentar o déficit orçamentário cumulativo, na próxima década, para US $ 54 bilhões (e adicionar US $ 16 bilhões em custos de juros) e reduzir o emprego em 0,9% (1,4 milhão de empregos) em quatro anos.
Os senadores republicanos Mitt Romney e Tom Cotton apresentaram seu próprio projeto de lei, que aumentaria o salário mínimo para US $ 10, gradualmente até 2025. O salário mínimo aumentaria bienalmente com a inflação, indexado ao índice de preços ao consumidor. As empresas também seriam obrigadas a usar o sistema E-Verify para garantir que os trabalhadores que pagam os salários mais altos sejam imigrantes legais e qualificados para trabalhar. Os trabalhadores adultos teriam que fornecer uma identificação com foto, os estados seriam incentivados a compartilhar os dados da carteira de habilitação com o sistema e o governo federal faria mais esforços para bloquear ou suspender os números da Previdência Social usados indevidamente.

## Elementos-chave do projeto de lei
Os elementos-chaves do projeto de lei incluem:
- Extensão dos benefícios de desemprego com um auxílio semanal de US$300 até o Dia do Trabalho - americano (6 de setembro de 2021), evitando que os benefícios expirem em 31 de março de 2021)[61][3]
  - A maioria dos democratas defendia uma quantia maior (com a Câmara aprovando um projeto de lei com um suplemento semanal de US$400) e alguns preferiam uma duração mais longa (até o início de outubro); no entanto, o Senado aprovou uma disposição reduzida por insistência do senador Joe Manchin e outros redutos democratas moderados.[62][61][63]
  - O projeto de lei prevê que os primeiros US$10.200 em benefícios de desemprego não são tributáveis para famílias com renda abaixo de US$150.000, evitando assim o risco de muitos trabalhadores incorrerem em obrigações fiscais inesperadas.
- Pagamentos diretos de US$1.400 aos indivíduos.
  - Sob pressão do senador da Virgínia Ocidental Joe Manchin, um moderado democrata do Senado, Biden concordou em fazer o pagamento direto começar a diminuir para os contribuintes de alta renda, incluindo alguns que receberam cheques de estímulo em rodadas de estímulo anteriores.[64][63] De acordo com o projeto de lei aprovado pelo Senado, o benefício do estímulo começa a diminuir para os contribuintes que ganham US$75.000 para indivíduos, US$112.500 para pais solteiros e US$150.000 para casais; contribuintes que ganham mais de US$80.000 para indivíduos, US$120.000 para pais solteiros e US$160.000 para famílias não receberão nenhum pagamento. Os democratas da Câmara e Biden eram a favor de limites menos rígidos (com o projeto aprovado pela Câmara estabelecendo limites de renda de US$100.000 para indivíduos e US$200.000 para casais)..
  - Ao contrário de rodadas anteriores de pagamentos de estímulo, dependentes adultos qualificados receberão pagamentos, incluindo estudantes universitários e beneficiários de SSI ou SSDI..[65]
- Licença de emergência paga para mais de 100 milhões de americanos
  - Os projetos de lei aprovados pela Câmara e pelo Senado fornecem um crédito fiscal, até 1º de outubro de 2021, para os empregadores que optam por oferecer licença-saúde paga e benefícios de licença-família pagos. No entanto, os projetos de lei não exigem que os empregadores forneçam o benefício, como Biden inicialmente propôs..
- Estende um aumento de 15% nos benefícios do vale-refeição (o aumento, aprovado em rodadas anteriores de estímulo; foi definido para expirar no final de junho de 2021; o projeto o estende até setembro de 2021)..
- Expande o crédito tributário infantil permitindo que famílias qualificadas compensem, para o ano fiscal de 2021, US$3.000 por criança até 17 anos e US$3.600 por criança menor de 6 anos em 2021, até um máximo de US$8.000 em custos anuais de creche. o benefício diminuiria para os americanos que ganham mais de US$75.000 por ano. A proposta foi apoiada pelo senador Mitt Romney, de Utah, que apresentou um projeto de lei semelhante quatro dias antes..[66]
- Expande o crédito de imposto de renda auferido removendo o limite superior de idade e reduzindo o limite inferior para 19. O benefício máximo também aumentará para US$1.502. Estas disposições são apenas para 2021.[67]
- Doações para pequenas empresas, especificamente:
  - US$28,6 bilhões para um novo programa de subsídios para restaurantes e bares para atender a folha de pagamento e outras despesas. Negócios individuais serão elegíveis para US $ 5 milhões cada.
  - US$15 bilhões para Empréstimos de Desastre de Lesões de Emergência (um programa de empréstimo de longo prazo e juros baixos da Small Business Administration); a prioridade para alguns fundos iria para "pequenas empresas gravemente afetadas com menos de 10 trabalhadores".
  - Um adicional de US$7 bilhões para o Programa de Proteção ao Cheque de Pagamento e uma expansão dos critérios de elegibilidade para algumas organizações sem fins lucrativos anteriormente excluídas do programa.
  - US$3 bilhões para um programa de apoio à folha de pagamento para fabricantes de aviação. A própria indústria será responsável pelo financiamento de metade do programa, que terá duração de seis meses.
  - US$1,25 bilhão em financiamento para a Concessão de Operadores de Locais Fechados para salas de música e outros locais de concerto
  - US$175 milhões para um programa Community Navigator para alcançar empresas elegíveis.
- US$350 bilhões para ajudar os governos estaduais, locais e tribais a superar os déficits orçamentários e mitigar o choque fiscal.
  - De acordo com o projeto aprovado pela Câmara e pelo Senado, um total de US$195 bilhões seria alocado entre os estados e o Distrito de Colúmbia, e as tribos e territórios receberiam cerca de US$25 bilhões.
  - O projeto do Senado alocaria US$60 bilhões para condados e US$10 bilhões para um Fundo de Projetos de Capital do Coronavírus; em contraste, o projeto da Câmara alocaria US$65 bilhões aos condados e US$65 bilhões aos municípios.
- Financiamento da educação:
  - US$130 bilhões para escolas K-12, para reabrir com segurança a maioria das escolas dentro de 100 dias.
    - O dinheiro para escolas K-12 pode ser usado para melhorar a ventilação em edifícios escolares, reduzir o tamanho das classes para tornar o distanciamento social possível, comprar equipamento de proteção individual e contratar pessoal de apoio.
    - 20% do dinheiro da escola deve ser direcionado para programas que ajudem a neutralizar a "perda de aprendizagem" dos alunos que faltaram às aulas durante a pandemia.

  - Quase US$40 bilhões para faculdades e universidades.
- Até US$25 bilhões em ajuda a locatários com dívidas não pagas a proprietários; financiamento de assistência de utilidade; financiamento da prevenção dos sem-teto.
- O projeto de lei contém o seguinte financiamento COVID-19 (incluindo para vacinas COVID-19, testes e rastreamento de contato) e outros fundos relacionados à saúde:
  - US$50 bilhões para a Agência Federal de Gerenciamento de Emergências para distribuição e assistência de vacinas.
  - US$50 bilhões para a Agência Federal de Gerenciamento de Emergências para distribuição e assistência de vacinas.
  - US$13,48 bilhões para programas de saúde do Departamento de Assuntos de Veteranos até 30 de setembro de 2023.
  - US$10 bilhões sob a Lei de Produção de Defesa para equipamentos de proteção individual e outros equipamentos médicos e para resposta a patógenos que podem se tornar futuras emergências de saúde pública.
  - US$7,66 bilhões para programas de força de trabalho para departamentos de saúde pública estaduais, locais e territoriais e certas organizações sem fins lucrativos, incluindo fundos para contratar e treinar "investigadores de casos, rastreadores de contato, especialistas em apoio social, trabalhadores comunitários de saúde, enfermeiras de saúde pública, especialistas em intervenção em doenças, epidemiologistas, gerentes de programa, pessoal de laboratório, informática, especialistas em comunicação e política e quaisquer outras posições que possam ser necessárias para prevenir, preparar e responder ao COVID-19. "
  - US $ 7,6 bilhões para centros de saúde comunitários e Centros de Saúde Federalmente qualificados para combater COVID-19, incluindo promoção, distribuição e administração da vacina COVID-19; Rastreamento e mitigação COVID-19; Equipamentos relacionados ao COVID-10; e divulgação e educação do COVID-19.
  - US $ 7,5 bilhões para os Centros de Controle e Prevenção de Doenças (CDC) para distribuição, administração e rastreamento da vacina COVID-19, incluindo a preparação de centros de vacinação comunitários e unidades móveis de vacina e aceleração da implantação da vacina. O projeto de lei financia 100.000 profissionais de saúde pública para divulgação de vacinação e rastreamento de contato.
  - US $ 6,05 bilhões para "despesas relacionadas com pesquisa, desenvolvimento, fabricação, produção e compra de vacinas".
  - $ 5,4 bilhões para os Indian Health Services
  - $ 3,5 bilhões em subsídios em bloco para estados, divididos igualmente entre o programa de Subsídio de Bloco de Serviços de Saúde Mental Comunitária e o programa de Subsídio de Bloco de Tratamento de Prevenção do Abuso de Substâncias
  - US $ 1,75 bilhão para sequenciamento genômico, análises e vigilância de doenças
  - US $ 1 bilhão para o Departamento de Saúde e Serviços Humanos dos EUA para programas de confiança em vacinas para aumentar as taxas de vacinação.
  - Aproximadamente US $ 750 milhões em segurança global de saúde para combater COVID-19 e outras doenças infecciosas emergentes.
  - $ 500 milhões para a Food and Drug Administration para avaliar o desempenho da vacina e facilitar a supervisão e fabricação da vacina.
  - $ 500 milhões para Subsídios de Desenvolvimento Rural de Emergência para Assistência Médica Rural administrados pelo USDA
  - $ 330 milhões para o ensino de centros de saúde com programas de educação médica de pós-graduação.
  - $ 500 milhões para o CDC para vigilância e análise de saúde pública, incluindo uma modernização do sistema de alerta de doenças dos EUA para prever os "pontos críticos" COVID-19 e ameaças emergentes à saúde pública.
  - $ 200 milhões para programas de reembolso de empréstimos de enfermagem
  - $ 100 milhões para o Corpo de Reserva Médica
  - US $ 100 milhões para um Programa de Educação e Treinamento de Força de Trabalho em Saúde Comportamental.
  - $ 80 milhões para treinamento em saúde mental e comportamental
- $ 86 bilhões para um pacote de resgate / resgate para aproximadamente 185 fundos de pensão multipatrocinados (geralmente planos de pensão estabelecidos por um sindicato e indústria) que estão perto da insolvência. Os fundos de pensão cobrem coletivamente 10,7 milhões de trabalhadores.

## Impacto
As cláusulas de alívio econômico do projeto são predominantemente voltadas para os americanos de baixa renda e classe média, que se beneficiarão (entre outras cláusulas) dos pagamentos diretos, da expansão do projeto de créditos fiscais de baixa renda, subsídios para creches, saúde expandida acesso a seguro, extensão de benefícios de desemprego expandidos, vale-refeição e programas de assistência de aluguel. O projeto de lei contém pouca ajuda direta para pessoas de alta renda, que em grande parte mantiveram seus empregos durante a crise econômica do COVID-19 e aumentaram suas riquezas. A administração de Biden elaborou o plano em parte porque a ajuda econômica aos americanos de baixa e média renda (que são mais propensos a gastar fundos imediatamente em contas, mantimentos e custos de habitação para evitar despejo ou execução hipotecária) é mais provável de estimular a economia dos EUA do que ajuda aos que ganham mais (que são mais propensos a economizar dinheiro). O Instituto de Tributação e Política Econômica concluiu que os pagamentos diretos do projeto de estímulo, a expansão do crédito tributário infantil e a expansão do crédito tributário auferido aumentariam a renda de um quinto dos americanos pobres em quase US $ 3.590. O Escritório de Orçamento do Congresso estimou que o aumento do projeto de lei nos subsídios ao seguro saúde levaria a 1,3 milhão de americanos anteriormente sem seguro ganhando cobertura de seguro saúde.
Uma análise do Centro de Pobreza e Política Social da Universidade de Columbia estimou que a proposta de estímulo original reduziria a pobreza geral dos EUA em um terço, reduziria a pobreza infantil em 57,8% e reduziria a taxa de pobreza adulta em mais de 25%. No entanto, essas estimativas se basearam em parte em um aumento do salário mínimo que não foi incluído na conta final, o que significa que os efeitos sobre a pobreza podem ser notavelmente diferentes do que o previsto naquele estudo.

## Reações

### Congresso
Em um Congresso profundamente polarizado, o pacote de ajuda recebeu apoio universal dos democratas e oposição universal dos republicanos, passando apenas votos partidários.

### Presidente Biden
O presidente Joe Biden defendeu a aceleração do pacote de estímulo com o apoio bipartidário. No início de fevereiro de 2021, Biden criticou os republicanos por não buscarem um compromisso bipartidário em um projeto de lei final de ajuda, e disse que os republicanos estavam obstruindo deliberadamente sua proposta. Na época, Biden sinalizou abertura para aprovar a legislação sem qualquer apoio dos republicanos no Congresso. Biden afirmou que não poderia, "em sã consciência", fazer concessões aos republicanos que ele disse propor "fazer nada ou não fazer o suficiente", enquanto os republicanos reclamam que Biden está abandonando suas promessas sobre bipartidarismo e unidade. Além disso, Biden observou que "de repente, muitos deles redescobriram a responsabilidade fiscal e a preocupação com os déficits", enquanto na administração Trump os republicanos aprovaram trilhões de dólares em cortes de impostos e principalmente em ajuda corporativa para a crise do coronavírus, adicionando trilhões de dólares à dívida nacional sem muitas reservas.

### Outros
Prefeitos republicanos como Jerry Dyer de Fresno, Francis X. Suarez de Miami, David Holt de Oklahoma City e Betsy Price de Fort Worth, Texas expressaram seu apoio ao plano. Dyer disse ao Washington Post que "Não é uma questão republicana ou democrata. É um problema de saúde pública. É uma questão econômica. E é um problema de segurança pública ".
Mais de 150 CEOs de grandes empresas expressaram apoio ao plano de estímulo de Biden em uma carta e incentivaram o Congresso a aprová-lo.
Uma ampla gama de grupos de defesa e interesse elogiaram o projeto, incluindo grupos do governo local (National Association of Counties e US Conference of Mayors); associações empresariais (National Farmers Union, Airlines for America, National Association of Realtors, National Restaurant Association, Small Business Majority); organizações de educação (Conselho Americano de Educação, Federação Americana de Professores, Associação Nacional de Educação, Associação Nacional de Conselhos Escolares), trabalho organizado ( AFL-CIO e AFSCME); organizações de saúde (American Academy of Pediatrics, Association of State and Territorial Health Officials, National Nurses United), American Public Transportation Association e grupo de direitos civis UnidosUS. Feeding America, a American Hotel & Lodging Association, a Main Street Alliance, a US Travel Association, a American Hospital Association, a Association of American Medical Colleges e o National Council of Nonprofits elogiaram o projeto, mas disseram que um alívio adicional seria necessário. A Business Roundtable, a Câmara de Comércio dos EUA e o Comitê para um Orçamento Federal Responsável pediram um pacote menor e mais direcionado.

## Opinião pública
O plano de estímulo tem amplo apoio popular. Uma pesquisa Newsweek/Harris X de 11 de fevereiro mostrou que 60% dos eleitores republicanos expressaram apoio ao plano de estímulo, e uma pesquisa da Universidade Quinnipiac descobriu que 68% dos americanos apoiam. Uma pesquisa divulgada pela Morning Consult/Politico mostrou que 76% dos eleitores, incluindo 60% dos republicanos e 89% dos democratas, apoiaram o projeto. Uma pesquisa da Universidade de Monmouth descobriu que 62% dos americanos aprovam o pacote de estímulo: com 92% dos democratas, 56% dos independentes e 33% dos republicanos apoiando a legislação.